# (3930) Vasilev
(3930) Vasilev es un asteroide perteneciente al cinturón de asteroides, descubierto el 25 de octubre de 1982 por la astrónoma ucraniana Liudmila Zhuravliova desde el Observatorio Astrofísico de Crimea (República de Crimea).

## Designación y nombre
Designado provisionalmente como 1982 UV10. Fue nombrado Vasilev en honor al pintor soviético Konstantin Aleksejeviĉ Vasiljev.